# Michael Hofstetter
Pour les articles homonymes, voir Hofstetter.
Michael Hofstetter, né le 6 septembre 1963 à Munich, est un chef d'orchestre allemand  spécialiste de la musique baroque.

## Biographie
Michael Hofstetter a étudié le piano, l'orgue et la direction d'orchestre au Conservatoire Richard-Strauss de Munich (de).  Après avoir dirigé l'Opéra de Passau durant deux ans, il est engagé comme premier chef d'orchestre de l'Opéra de Wiesbaden de 1991 à 1996. En 1996, Michael Hofstetter dirige à Berlin de nombreuses représentations de La Veuve joyeuse et, cette même année, il débute en Suisse à l'Opéra de Bâle, dans Alcina ainsi qu'à l'Opéra d'Oslo avec La Flûte enchantée de Mozart.
De 1997 à 1999, il est directeur musical au théâtre municipal de la ville de Giessen. En 1999, il dirige également Les Noces de Figaro de Mozart à Vienne et Carmen de Bizet, au Théâtre de la Monnaie de Bruxelles. Sa carrière lyrique se développe en Europe avec le Norske Opera d'Oslo, le Théâtre royal de Copenhague, le Staatsoper de Hanovre, l'Opéra de Dortmund mais également aux USA au Grand Opéra de Houston avec Fidelio en 2011 et Eugène Onéguine en 2015.
Ses activités se partagent donc entre les opéras et les concerts mais également avec l'enseignement de la direction d'orchestre et de la musique ancienne à l'Université de Mayence.
En 2001, Michael Hofstetter est nommé à la direction de l'orchestre de chambre de Genève, avec qui il va privilégier une approche authentique du répertoire du XVIIIe  et du début du  XIXe siècle. Depuis 2003, il est régulièrement invité au Festival de Salzbourg. Depuis 2005, il occupe les fonctions de chef principal du Festival de Ludwigsbourg et depuis 2006 jusqu'en 2013, celui de directeur musicale de l'Orchestre de chambre de Stuttgart. 
En 2007, il quitte la direction de l'orchestre de chambre de Genève.

## Récompenses
- Plusieurs fois Chef de l'année, par la revue Opernwelt
- Prix de la Société Richard Strauss de Munich
- Prix Horst Stein

## Discographie
- Alceste d'Anton Schweitzer, avec le Concerto Köln (2008, Berlin Classics, CD et DVD)
- Oreste et Xerxès de Georg Friedrich Haendel
- Giulio Cesare in Egitto de Georg Friedrich Haendel, avec l'Orchestre du Grand Théâtre du Liceu, 2004
- Symphonies n° 1 et n° 2, de Joseph Leopold Eybler, avec l'OCG (CPO)
- Oberto (Conte di San Bonifacio) de Giuseppe Verdi.  au Stadttheatre Giessen - Allemagne, Oberto: Adrian Ganz, Leonora: Franceska Lombardi, Cuniza: Manuela Custer, Riccardo: Norman Reinhardt, Imelda: Naroa Intxausti, Concert Version Stadttheater Giessen (2012, 2CD Oehms Classics OC959)